# My Shadow
Pistes de Who You Are
Domino LaserLight
My Shadow est une chanson de l'artiste anglaise Jessie J, issue de la ré-édition de son premier album studio Who You Are. Écrite par Jessica Cornish, The Invisible Men, The Fives et produit par les deux derniers. La chanson est une ballade à mi-tempo dans laquelle Jessie compare son amoureux à son ombre, dans le but de dire qu'ils seront toujours ensemble. My Shadow a été incluse sur la set list du Heartbeat Tour. La chanson se positionna à la 188e place du UK Singles Chart.

## Développement et composition
La chanson a été écrite par Jessie J, The Invisible Men, The Fives et a été produite par The Invisible Men et The Fives.
My Shadow est une chanson dance à mi-tempo remplie d'entrain et d'optimisme, dans laquelle Jessie compare son amoureux à son ombre, dans le but de dire qu'ils seront toujours ensemble. Elle dit : I don’t see the need to cry / ‘Cuz you’ll never leave my life qui se traduit par « Je ne vois pas le besoin de pleurer / Car tu ne m'as jamais laisser tomber ».

## Réception

### Réponse critique
My Shadow a généralement reçue des critiques mitigées. Le site internet Idolator a dit : My Shadow sonne un peu trop comme le single Battlefield de Jordin Sparks' sorti en 2009. Amy Sciarretto de Pop Crush dit : My Shadow est un peu une ode romantique, où Jessie réfère à son amant à une ombre qui ne la laisse jamais tomber. Elle se sent tout essoufflée en chantant près d'elle.

### Performance dans les classements
My Shadow se plaça à la 188e place du UK Singles Chart en raison des fortes ventes de téléchargement numérique de la réédition de Who You Are au Royaume-Uni en novembre 2011.

## Performances en direct
La chanson a été incluse sur la set list du Heartbeat Tour, Jessie interprète la chanson vêtue d'une combinaison en bonneterie.

## Crédits et personnel
- Écriture de la chanson - Jessie J, The Invisible Men, The Fives
- Production - The Invisible Men, The Fives
- Voix – Jessie J

Crédits adaptés des notes linéaires de l'album.

## Classements
| Classements (2011)                       | Meilleure position |
| ---------------------------------------- | ------------------ |
| UK Singles (The Official Charts Company) | 188                |